# Seine (departement)
|  | For adre betydninger se Seinen (flertydig) |
Seine var et fransk departement, ser blev oprettet i 1790 under navnet Paris' departement og blev nedlagt den 1. januar 1968 (ligeosm departementet Seine-et-Oise), som en del af Reorganiseringen af regionen Paris i 1964. Det havde departementskoden 75.
Det blev delt i fire nye departementer: 
- Paris (1 kommune der blev delt i 20 arrondissementer)
- Hauts-de-Seine (27 kommuner)
- Seine-Saint-Denis (24 kommuner)
- Val-de-Marne (29 kommuner).

## Eksterne links
- Wikimedia Commons har flere filer relateret til Seine

48°51′N 2°21′Ø / 48.850°N 2.350°Ø